# Isernhagen (Dolna Saksonia)
Isernhagen – gmina samodzielna (niem. Einheitsgemeinde) w Niemczech, w kraju związkowym Dolna Saksonia, w związku komunalnym Region Hanower.
W skład gminy wchodzą następujące miejscowości:
- Niedernhägener Bauerschaft
- Kircher Bauerschaft
- Farster Bauerschaft
- Hohenhorster Bauerschaft
- Altwarmbüchen
- Neuwarmbüchen
- Kirchhorst